# Tena Kourou
Il Tena Kourou è una collina situata al confine tra Burkina Faso e Mali. Con la sua altitudine di 747 metri s.l.m., rappresenta il punto più elevato del territorio del Burkina Faso.